# Luciana
Luciana és un municipi de la província de Ciudad Real a la comunitat autònoma de Castella-La Manxa. Limita al nord amb Piedrabuena, al sud amb Abenójar, a l'est amb Los Pozuelos de Calatrava i a l'oest amb Saceruela i la Puebla de don Rodrigo.

## Demografia
| 1991 | 1996 | 2001 | 2004 |
| ---- | ---- | ---- | ---- |
| 484  | 469  | 432  | 438  |